# Dahod (huyện)
Huyện Dahod là một huyện thuộc bang Gujarat, Ấn Độ. Thủ phủ huyện Dahod đóng ở Dahod. Huyện Dahod có diện tích 3642 ki lô mét vuông. Đến thời điểm năm 2001, huyện Dahod có dân số 1635374 người.